# Rebecca Black
Rebecca Renee Black (født 21. juni 1997) er en amerikansk popsanger, skuespiller og danser, der som 13-årig fik stor opmærksomhed i medierne i 2011 med singlen "Friday". Hendes mor betalte $4,000 for at få udgivet singlen samt en ledsagende musikvideo som en selvudgivelse gennem pladeselskabry ARK Music Factory. Sangen blev co-skrevet og produceret af Clarence Jey og Patrice Wilson fra Ark Music Factory. Efter at videoen gik viral på YouTube og andre sociale medier, blev "Friday" hånet af mange musikkritikere og seere, som døbte den "den værste sang nogensinde." Musikvideoen fik omkring 76 millioner visninger, hvilket gjorde at Black fik international opmærksomhed som en "viral stjerne", inden videoen blev fjernet fra hjemmesiden den 16. juni. Black gen-uploadede den på sin egen kanal tre måneder senere.

## Liv og karriere

### Opvækst
Rebecca Black blev født den 21. juni, 1997, i Irvine, Californien. Hun er datter af John Jeffery Black og Georgina Marquez Kelly, begge veterinærer. Hun er af Mexicansk, spansk, italiensk, engelsk og polsk afstamning.  Hun var derudover også æresstudent. Black studerede dans, var til audition på skolen, deltog i musiksommerlejre, og begyndte at synge offentligt i 2008 efter at hun tiltrådte den patriotiske gruppe Celebration USA.[kilde mangler] I 2011 forlod Black folkeskolen til fordel for hjemmeundervisning, både som svar på konstant mobning i skolen og for bedre at kunne fokusere på hendes karriere. Black sagde senere, at hendes primære årsag for at vælge hjemmeundervisning frem for folkeskolen var mere på grund af hendes karriere end på grund af mobning.
Rebecca Black har en kælefisk (betta) ved navn George; som ofte optræder i baggrunden af hendes YouTube-videoer.

### Karriere

#### Ark Music Factory og "Friday" (2010–2011)
I slutningen af 2010, fortalte en klassekammerat og kunde hos ARK Music Factory, et Los Angeles-pladeselskab, Black om virksomheden. Black's mor betalte $4,000 for at få Ark Music for at producere musikvideoen, mens familien beholdte ejendomsretten til både mastertapet og videoen. Singlen, "Friday", blev udelukkende skrevet af Ark, og blev udgivet på YouTube og iTunes. Den ledsagende musikvideo blev uploadet på YouTube den 10. februar, 2011, og fik cirka 1000 visninger den første måned. Videoen gik viral den 11. marts 2011, hvor den fik millioner af visninger på YouTube i løbet af få dage, og blev det mest omtale emne på det sociale netværk] Twitter, og fik for det meste negativ mediedækning. Pr. 14. juni, 2011, havde videoen modtaget mere end 3,190,000 "dislikes" på YouTube sammenlignet med 451,000 "likes". Pr. 22. marts, 2011, skønnes den digitale single til sangen at have solgt omkring 40,000 kopier på en uge ifølge Billboard. Den 22. marts, 2011, dukkede Black op i The Tonight Show with Jay Leno, hvor hun optrådte med sangen og diskuterede den negative reaktion på den. Sangen toppede på Billboard Hot 100 og på den newzealandske hitliste som hhv. nummer 58 og 33. I Storbritannien, debuterede sangen som nummer 61 på UK Singles Chart.
Black allierede sig med Funny or Die i forbindelse med Aprilsnar (kendt som Friday or Die) hvor hun medvirkede i en række videoer, herunder en der, handler om kontroversen i at børnene i hendes musikvideo kører, idet "vi er så begejstrede for sikkerhed."
Som respons til YouTube videoen til "Friday", begyndte Black at modtage dødstrusler i slutningen af 2011, specielt via telefon og email. Disse trusler er ved at blive undersøgt af Anaheim Police Department.
I marts 2011, havde Ryan Seacrest eftersigende hjulpet Rebecca med at komme i kontakt med hendes manager Debra Baum, som er leder af DB Entertainment.
MTV udvalgte Rebecca til at være vært på deres første online prisuddeling, O Music Awards Fan Army Party i april 2011. Som en hyldest til "Friday", optrådte Black i musikvideoen til Katy Perry's "Last Friday Night (T.G.I.F.)", hvor Black spiller værtinde til Perry's fest. "Friday" blev også spillet i den anden sæson af Glee i episoden, "Prom Queen", som oprindeligt blev sendt den 10. maj, 2011. Da showets skaber Ryan Murphy blev spurgt om hvorfor sangen kom med i Glee svarede han, "Showet hylder popkultur, og uanset om man elsker eller hader det, så er den sang popkultur."

#### RB Records (2011–nu)
Efter bruddet med Ark Music Factory meddelte Black, at hun ville starte et uafhængigt pladeselskab ved navn RB Records. Black udgav en selv-produceret single med titlen "My Moment" den 18. juli på pladeselskabet, med en medfølgende musikvideo, som hun udgav på hendes YouTubekanal; videoen havde den 27. november modtaget, 590.000 "dislikes" mod 340.000 "likes." Musikvideoen til "My Moment", er instrueret af Morgan Lawley og skildrer Black's liv både før og efter hendes berømmelse.
Black planlagde at udgive et album i 2012, og sagde at det vil "omfatte en masse ting." Hun foretog indspilninger i 2011 i et studie tilhørende musikproduceren Charlton Pettus, men indspilningerne blev ikke udgivet på et album.
Black optrådte som sig selv i musikvideoen til Katy Perry's single "Last Friday Night (T.G.I.F.)". Hun optræder som vært for en fest i huset ved siden af døren til "Kathy Beth Terry". I slutningen af videoen forsøger Perry at skyde skylden for udskejelserne under festen (som senere blev flyttet over til hendes hus) over på Black, hvilket kun gør at hendes forældre (Corey Feldman og Debbie Gibson) nægter at tro på hende. Senere er, Perry (som spiller Kathy Beth Terry) og Black vært for en livestream på Tinychat.com, nogle uger efter at Black blev nævnt på Terry's Twitterprofil. Perry, optrådte regelmæssigt med Friday på scenen som en del af California Dreams Tour, hvilket også bragte Black på scenen for at synge en duet sammen med hende på Nokia Theater den 5. august, 2011.
Den 10. august, 2011, var Rebecca Black featured i ABCs Primetime Nightline: Celebrity Secrets i en særudsendelse ved navn Underage and Famous: Inside Child Stars' Lives.
Fredag den 16. september, re-uploadede Black "Friday" på YouTube. I slutningen af september 2011, blev hun inviteret til Australien af Telstra for at fremme lanceringen af deres 4G-tjenester.
Den 25. oktober, meddelte Black at hun ville begynde at filme hendes musikvideo 'POI' og blev senere identificeret som "Person of Interest". Black sagde, "Min næste single kommer til at hedde 'Person of Interest.' Grundtanken er at det er en kærlighedssang, men det er ikke en kærlighedssang. Den handler om en "næsten-teenage-forelskelse" – når du endnu ikke er forelsket men bare rigtig godt kan lide en fyr – hvilket jeg er meget spændt på fordi jeg tror ikke der findes ret mange sange om det emne. Det er en meget dance-agtig sang. Den skal nok få dig op og danse og synge med i din bil."  En trailer til den officielle musikvideo blev udgivet den 15. november, 2011. Black udgav en anden trailer, herunder et uddrag af sangen den 10. november, 2011 på hendes YouTube kanal. Singlen og den dertil hørende musikvideo blev udgivet den 15. november 2011.
Den 20. december 2011, blev "Friday" afsløret som årets video nr. 1 af YouTube, med Black som vært i en kortvideo kaldet "YouTube Rewind".
Den 8. maj, 2012 udgav Black sin fjerde officielle single, "Sing It." Musikvideoen havde premiere på Blacks YouTube-kanal den samme dag.
I 2020 forklarede Rebecca Black, hvorledes det havde påvirket hendes liv som 13-14 årig at været blevet udsat for en massiv mobning på internettet og at modtage anonyme dødstrusler.

## Filantropi
Black deltog i NOH8 Campaign, et tavst fotoprojekt mod California Proposition 8. Kampagnen skildrer fotografier af personer foran en hvid baggrund, iført en hvid t-shirt, med munden tapet, og et "NOH8" malet på kinden.
Rebecca har lovet at donere overskuddet fra salget af hendes sang "Friday" til hendes skole, El Rancho Charter, og kort efter jordskælvet i Japan, sendte hun også penge til landet.

## Diskografi
| Titel                                                              | År   | Højeste placering | Højeste placering | Højeste placering | Højeste placering | Højeste placering | Højeste placering | Album |
| Titel                                                              | År   | US                | AUS Digital       | CAN               | IRL               | NZ                | UK                | Album |
| ------------------------------------------------------------------ | ---- | ----------------- | ----------------- | ----------------- | ----------------- | ----------------- | ----------------- | ----- |
| "Friday"                                                           | 2011 | 58                | 40                | 61                | 46                | 33                | 60                | TBA   |
| "My Moment"                                                        | 2011 | —                 | —                 | —                 | —                 | —                 | —                 | TBA   |
| "Person of Interest"                                               | 2011 | —                 | —                 | —                 | —                 | —                 | —                 | TBA   |
| "Sing It"                                                          | 2012 | —                 | —                 | —                 | —                 | —                 | —                 | TBA   |
| "—" Viser udgivelser der ikke kom på hitlisten eller modtog hæder. |      |                   |                   |                   |                   |                   |                   |       |

### Musikvideoer
| Titel                                           | År   | Instruktør(er)               |
| ----------------------------------------------- | ---- | ---------------------------- |
| "Friday"                                        | 2011 | Chris Lowe Ian Hotchkiss     |
| "My Moment"                                     | 2011 | Morgan Lawley                |
| "Last Friday Night (T.G.I.F.)" (med Katy Perry) | 2011 | Marc Klasfeld Danny Lockwood |
| "Person of Interest"                            | 2011 | Theshay West                 |
| "Sing It"                                       | 2012 | N/A                          |
| "Saturday"                                      | 2013 | N/A                          |

## Filmografi
| År   | Titel           | Rolle      | Noter              |
| ---- | --------------- | ---------- | ------------------ |
| 2011 | Tu Xia Chuan Qi | Penny      | Stemme             |
| 2012 | U B Da Judge    |            | Kortfilm           |
| 2012 | My Music        | Hende selv | Webshow; episode 6 |

## Priser og nomineringer
- I april 2011, ved MTV O Music Awards, som er en af de årlige priser der er etableret af MTV til ære for kunst, kreativitet, personlighed og teknologi indenfor digital musik, blev "Which Seat Can I Take?" som inkluderede optagelser Rebecca Black featuring 50 Cent og Bert nomineret til "Favorite Animated GIF".[54]
- Black vandt prisen "Choice Web Star" under Teen Choice Awards 2011 i august 2011.[55]

| År   | Nomineret arbejde                                       | Prisuddeling             | Pris                   | Resultat       |
| ---- | ------------------------------------------------------- | ------------------------ | ---------------------- | -------------- |
| 2011 | "Which Seat Can I Take?" (50 Cent, Rebecca Black, Bert) | MTV O Music Awards       | Favorite Animated GIF  | Nomineret      |
| 2011 | Hende selv                                              | Teen Choice Awards 2011  | Choice Web Star        | Vundet         |
| 2011 | Hende selv                                              | J-14 Teen Icon Awards    | Iconic Web Star        | Nomineret      |
| 2012 | Hende selv                                              | Hollywood Teen TV Awards | Favorite Breakout Star | Ikke-vurderede |